# Фёдоровка (Хайбуллинский район)
Фёдоровка (баш. Фёдоровка) — село в Хайбуллинском районе Башкортостана. Административный центр Фёдоровского сельсовета.

## География
Село находится в месте впадения реки Тиргамыш в реку Ташла.

### Географическое положение
Расстояние до:
- районного центра (Акъяр): 13 км,
- ближайшей ж/д станции (Сара): 69 км.

## Население
| 2002 | 2010 |
| ---- | ---- |
| 503  | ↗524 |

### Национальный состав
Согласно переписи 2002 года, преобладающие национальности — башкиры (55 %), русские (42 %).